# 정동진역
정동진역(Jeongdongjin station, 正東津驛)은 강원특별자치도 강릉시 강동면 정동진리에 위치한 영동선의 철도역이다. 무궁화호, 누리로, KTX-이음이 정차한다.
본래 일반적인 간이역으로 비둘기호, 통일호 일부만 정차하였으나 SBS 드라마 모래시계와 강릉지역 무장공비 침투사건으로 지명이 널리 알려져 무궁화호, 새마을호가 정차하는 역이 되었다. 역 구내에 정동진 레일바이크가 있다.

## 개요
1962년 11월 6일에 여객과 화물을 취급하는 간이역으로 개업했다. 이후 지속적인 인구 감소로 폐역이 고려되었으나, 1995년에 SBS에서 방영한 드라마 모래시계에서 여주인공인 윤혜린(고현정 역)이 바닷가 간이역에서 열차를 기다리던 중 경찰에 연행되는 장면을 전철화 이전의 역사에서 촬영한 것으로 알려지면서 관광 수요가 급증해 폐역을 면했다. 또한 이듬해 일어난 강릉지역 무장공비 침투사건의 작전 반경에 이 역이 포함되어 언론에 자주 나왔다. 원래는 비둘기호만 정차하다가, 수요가 급증하면서 새마을호까지 정차하는 주요 철도역으로 바뀌게 되었다.
관광 수요가 급증하자 대한민국 철도청(현 한국철도공사)은 1996년 여객 취급을 일시 중지하고 승강장 구조를 변경해 1997년에 여객 취급을 재개하였다. 이 때문에 모래시계 촬영 때와는 역 구내 구조가 달라졌다. 가장 큰 변경점은 바닷가 쪽에 없었던 3번 승강장이 추가되었으며, 이 승강장이 바로 백사장으로 연결되어 있어서 입장권으로 역 승강장은 물론 해수욕장까지 나갈 수 있는 특이한 형태를 갖추게 되었다.
2014년 9월 15일 강릉선 공사와 함께 강릉역의 영업이 중단되자, 4년간 임시로 시·종착역으로 운영하였다. 이와 함께 현재에 신역사로 영업을 개시하였다. 2017년 12월 22일에 강릉역이 영업을 재개하였으나, 기존 청량리/동대구/부전/부산 - 강릉 무궁화호는 2018년 동계 올림픽이 끝나고도 5개월이 지난 2018년 7월 18일에 강릉역까지 운행을 재개하였다.
2020년 3월 2일 강릉삼각선의 개통으로 일부 강릉선 KTX 열차들이 동해역으로 운행함에 따라 KTX가 정차하기 시작하였고, 동시에 기존 청량리/동대구/부전/부산행 무궁화호가 동해역으로 단축,일원화되면서 동해 - 정동진 - 강릉 누리로가 신설되었다. 이 열차는 2020년 6월 1일부터 모두 누리로로 통합되었다.
2020년 8월 19일 동해산타열차가 운행을 개시하게 되었고, 2022년 2월 10일에 기존 역사 주차창의 6배규모로 증축공사가 착공했다.
또한 기네스 세계 기록에 바다와 가장 가까운 기차역으로 등재되었다.
2023년 현재 공사 되고 있는 신 역사는 연말까지 완공될 예정이다.

## 역명 유래
역의 이름인 “정동진”은, 조선시대에 한양 광화문에서 보아 정동쪽에 있는 마을이라 하여 붙여진 것이다.

## 역사
- 1962년 11월 6일 : 보통역으로 영업 개시[3]
- 1962년 11월 11일 : 역사 준공
- 1988년 1월 1일 : 소화물차 취급 중지[4]
- 1996년 1월 1일 : 여객 취급 중단
- 1997년 3월 15일 : 승강장 구조 변경 및 여객 취급 재개
- 2002년 7월 16일 : 새마을호 열차 정차
- 2005년 9월 1일 : 전철화 개통
- 2005년 9월 30일 : 화물 취급 중단
- 2014년 9월 15일 : 경강선 공사로 인한 강릉역의 영업 중지로 임시 시·종착역이 됨, 현재에 신역사 영업개시
- 2018년 7월 18일 : 안인~강릉 간 영동선 선로연결 공사 완료로 중간역으로 전환
- 2020년 3월 2일 : 강릉삼각선 개통과 함께 강릉선 KTX 운행 개시. 동시에 청량리/동대구/부전/부산 방면 무궁화호는 동해역까지 단축되어 운행이 중지되고, 동해~강릉 간 셔틀 무궁화호/누리로 운행 개시.

- 2020년 8월 19일 : 동해산타열차 운행 개시
- 2021년 8월 1일 : KTX-이음 운행 개시
- 2023년 12월 26일 : 바다열차 운행 종료
- 2025년 1월 1일 : ITX-마음 운행 개시

## 열차 이용 정보
관광명소로 유명해지기 이전에는 비둘기호만 정차하였으나, 관광명소로 각광받기 시작한 이후로는 모든 새마을호가 정차하기도 하였다. 현재는 영동선 새마을호가 폐지되어 새마을호는 더 이상 이 역을 지나가지 않으나, 대신 이 역을 지나는 모든 KTX와 누리로 열차가 정차하고 있다.
또한, 매년 연말(12월 하순) ~ 신정(1월 초순), 또는 여름 휴가철(주로 7월 하순 ~ 8월 중순)에는 각각 해돋이 관광열차와 피서관광열차가 전국 각지에서 이 역까지 운행한다. 특히 수원, 대전, 광주(송정리), 목포, 여수엑스포, 창원 등지에서 오는 임시 장거리 관광열차가 투입되기도 한다.
강릉삼각선이 개통된 2020년 3월 2일부터 일부 강릉선 KTX가 정동진역에 정차한다. 이와 동시에 청량리/동대구/부전/부산방면 무궁화호가 동해역으로 단축되어 운행이 중지됐다. 따라서 서울 방면 여객열차는 KTX밖에 없고, 영주, 제천 방면 승객들은 강릉 - 정동진 - 묵호 - 동해 셔틀열차 또는 KTX를 타고 동해역에서 환승해야 한다.

## 역 구조

### 배선도
정동진역의 배선도는 다음과 같다. 

### 승강장
승강장 형태는 2면 3선의 혼합식 승강장으로 운영되고 있다. 정동진역사는 1번 승강장 방향에 위치하며, 정동진 해수욕장은 3번 승강장 옆에 위치한다. KTX가 정차하는 역들 중에서 곡성역과 육교나 지하도 없이 건널목을 건너야만 승강장에 갈 수 있는 둘뿐인 역이다. 
| ↑ 묵호                        |
| \| ２１ \|                    |
| 강릉(영동선) ↓/진부(강릉선) ↓ |

| 1 | 영동선 | KTX 동해산타열차 누리로 | 동해 · 청량리 · 서울 · 강릉 방면 |
| 2 | 영동선 | KTX 동해산타열차 누리로 | 동해 · 청량리 · 서울 · 강릉 방면 |
| 3 | 영동선 | KTX 동해산타열차 누리로 | 동해 · 청량리 · 서울 · 강릉 방면 |

## 역내 시설
- 대합실
- 코레일유통 간이식당. 여기서 정동진역 관련 기념품(모래시계 등)도 판매한다.
- 정동진 해수욕장과의 연계되는 계단 시설과 해수욕장 내부에 코레일유통 해물식당과 매점이 있다.

## 문화
- 드라마 모래시계의 촬영지로 알려져, 이 역과 인근 지역의 기념품은 모래시계가 되었다.
- 베토벤 바이러스의 촬영지였다.

## 사진

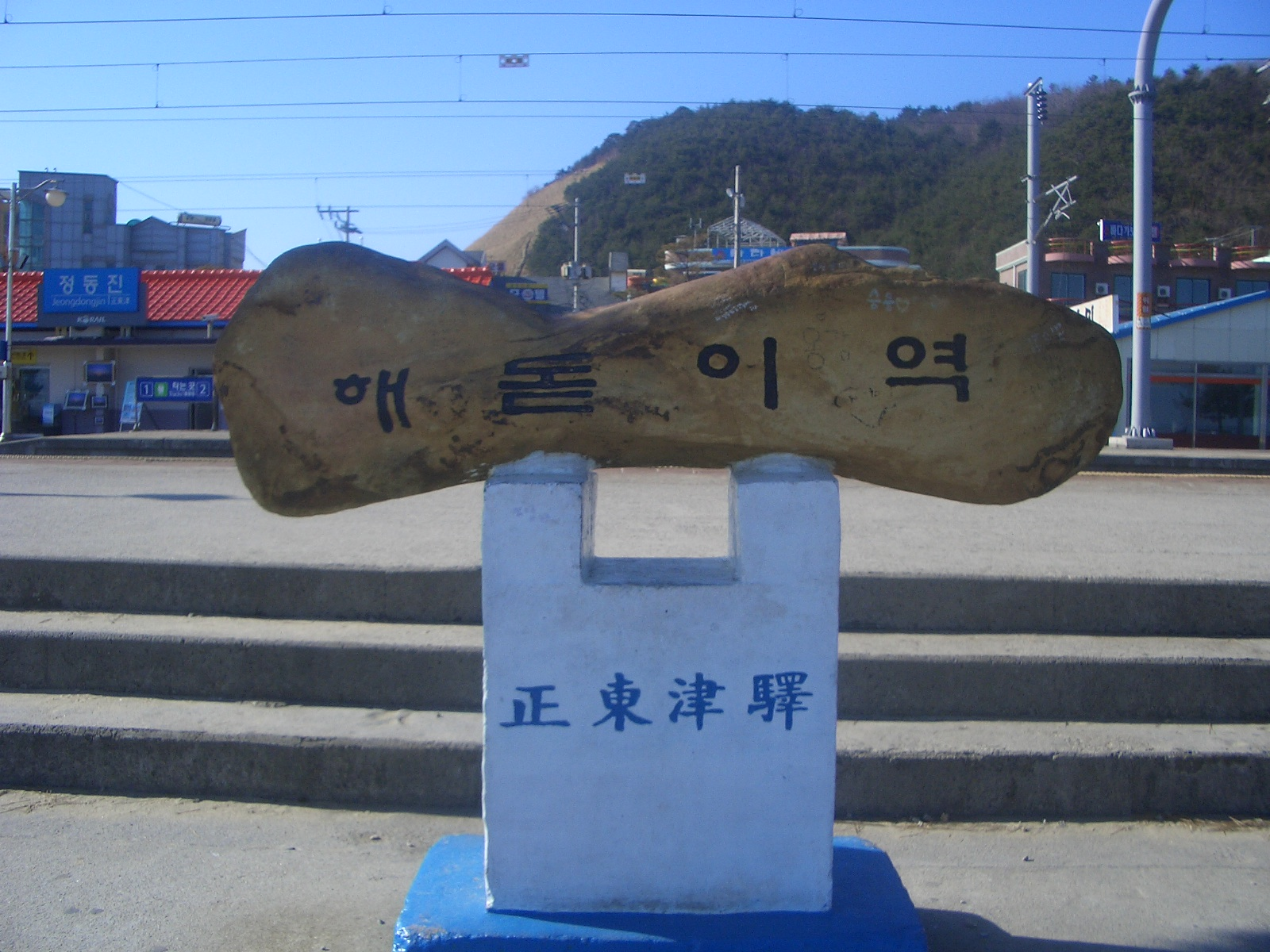
해돋이역 기념 조형
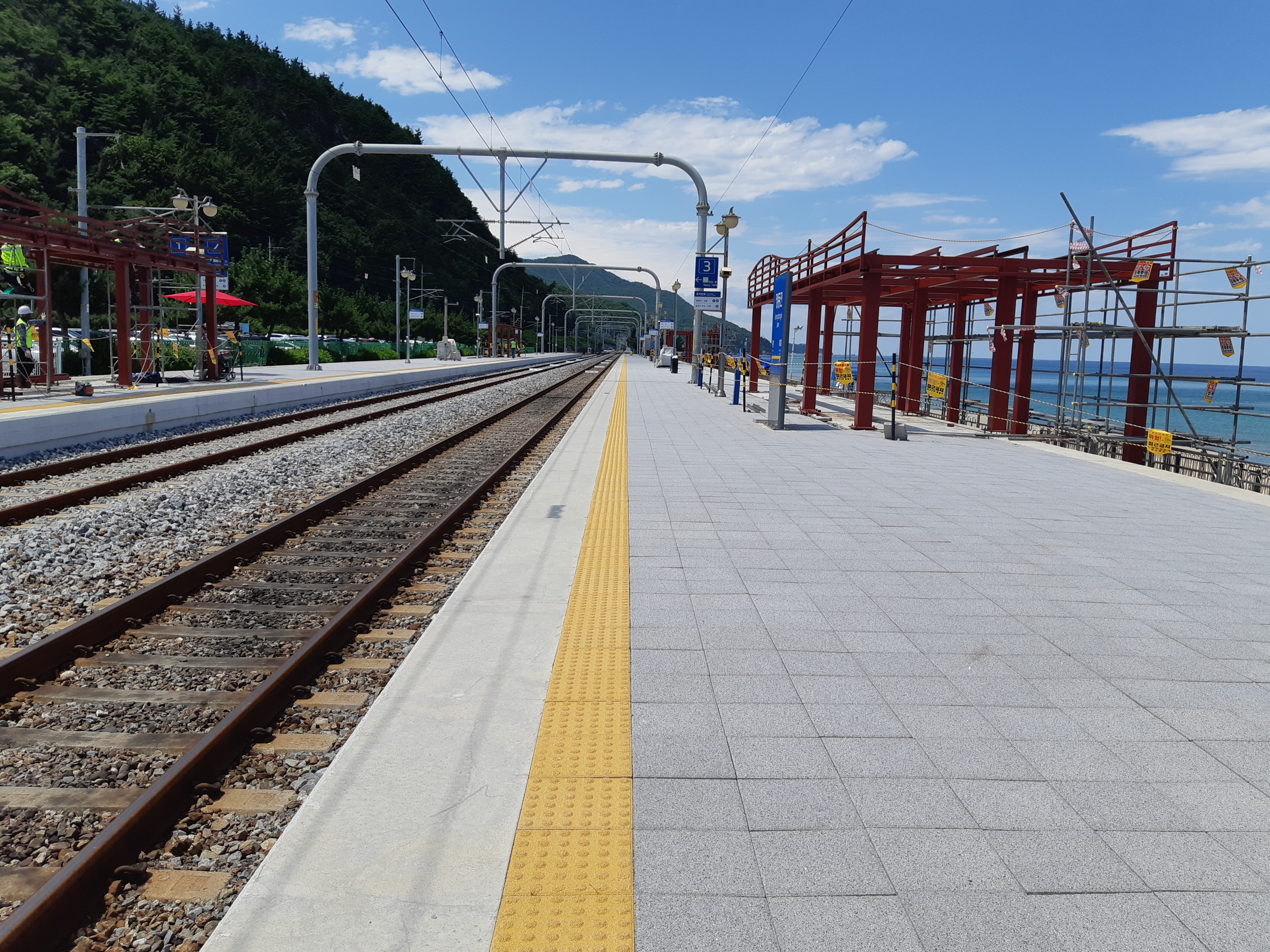
강릉 방향
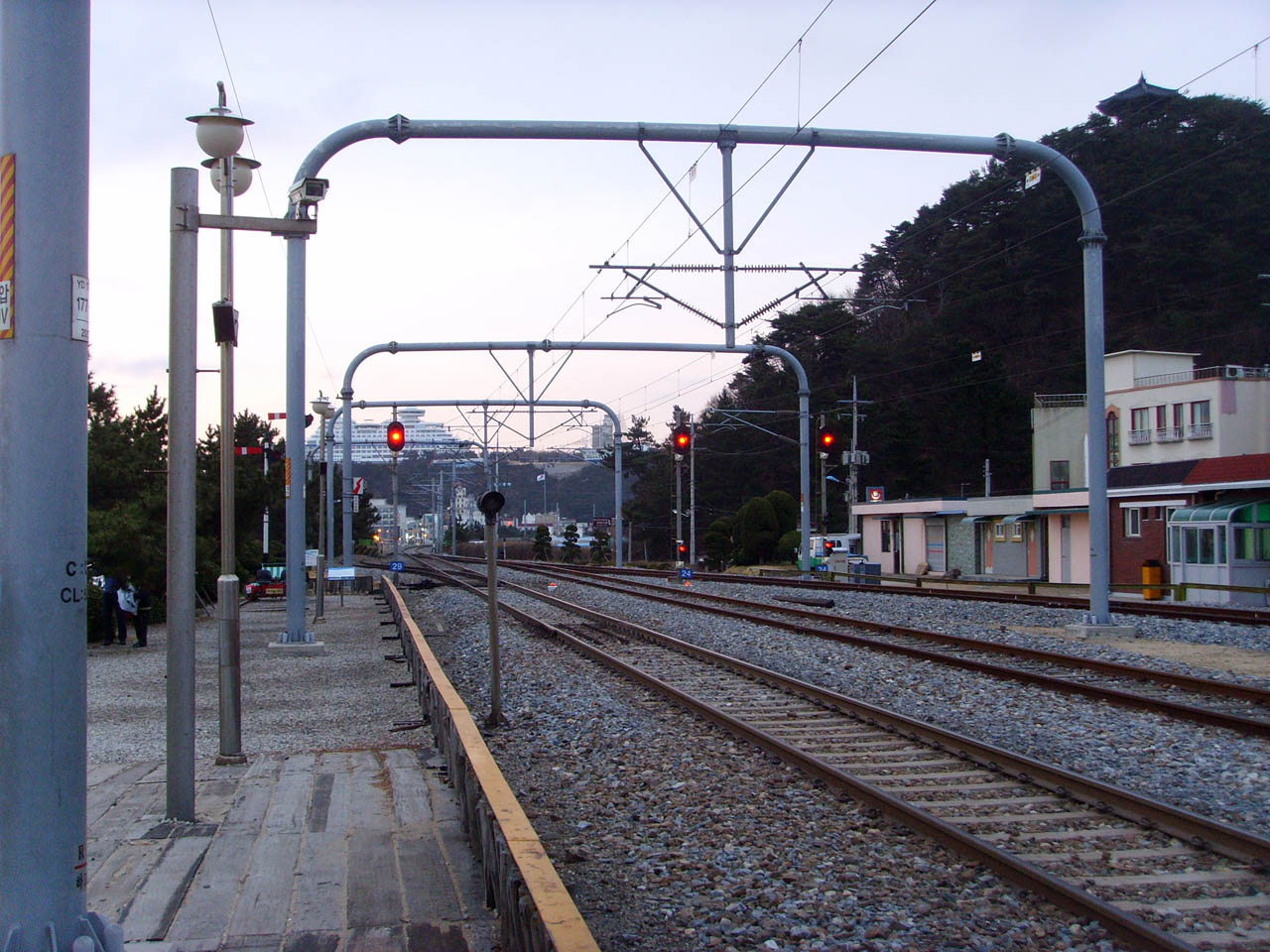
영주 방향
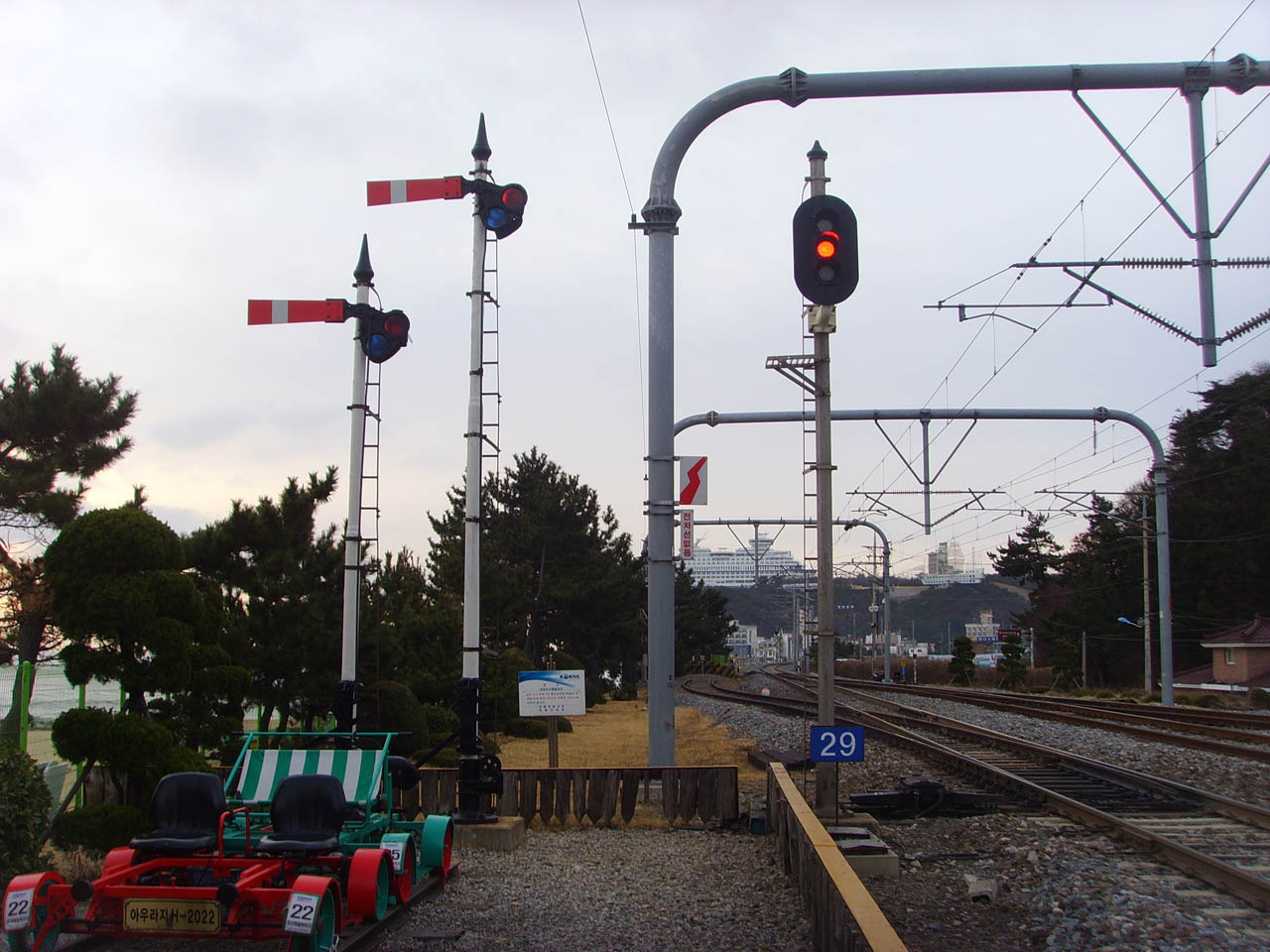
완목신호기
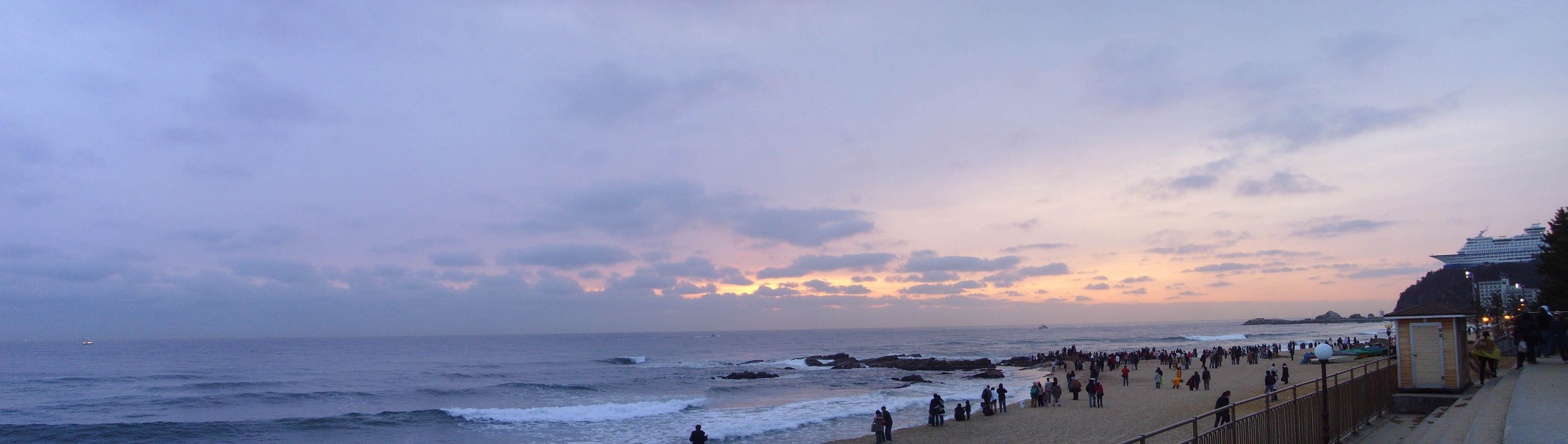
정동진 해수욕장

## 인접한 역
| 영동선         | 영동선                 | 영동선         |
| -------------- | ---------------------- | -------------- |
| 묵호 동해 방면 | KTX 영동선             | 진부 서울 방면 |
| 묵호 동해 방면 | 누리로 영동선 · 강릉선 | 강릉 방면      |
| 묵호 분천 방면 | 동해산타열차           | 강릉 방면      |

## 같이 보기
- 모래시계
- 정동진 해수욕장
- 정동진